# Rediviva intermixta
Rediviva intermixta är en biart som först beskrevs av Cockerell 1934.  Rediviva intermixta ingår i släktet Rediviva och familjen sommarbin. Inga underarter finns listade i Catalogue of Life.